# فريدريك فون كيلر (رسام)
فريدريك فون كيلر (بالألمانية: Friedrich von Keller)‏ هو رسام ألماني، ولد في 18 فبراير 1840 في Neckarweihingen ‏ في ألمانيا، وتوفي في 26 أغسطس 1914 في Abtsgmünd ‏ في ألمانيا.